# Rio Heart
O Rio Heart é um afluente do rio Missouri, localizado no oeste do estado de Dakota do Norte, nos Estados Unidos, com comprimento de 290 km.

## Curso
O rio nasce no coração da savana do Condado de Billings, no Little Missouri National Grassland, perto da unidade sul do Parque Nacional Theodore Roosevelt, e flui para oriente através do Condado de Stark até Gladstone, deixando para trás as cidades de Belfield e South Heart, e indo através do Reservatório Patterson e passando por Dickinson. É integrado pelo Green River (Rio Verde), em Gladstone, e vira a leste-sudeste em Grant, passando pelo Lago Tschida, este é formado pela Barragem Heart Butte. Abaixo desta barragem o rio muda em direção nordeste até o Condado de Morton onde finalmente se junta ao Rio Missouri em Mandan.